# Syllis onkylochaeta
Syllis onkylochaeta är en ringmaskart som beskrevs av Hartmann-Schröder 1991. Syllis onkylochaeta ingår i släktet Syllis och familjen Syllidae. Inga underarter finns listade i Catalogue of Life.